# STS–45
Az STS–45 az amerikai űrrepülőgép-program 46., az Atlantis űrrepülőgép 11. repülése.

## Jellemzői
A beépített kanadai Canadarm (RMS) manipulátor kart 50 méter kinyúlást biztosított (műholdak indítás/elfogása, külső munkák [kutatás, szerelések], hővédőpajzs külső ellenőrzése) a műszaki szolgálat teljesítéséhez.

### Első nap
1992. március 24-én a szilárd hajtóanyagú gyorsítórakéták, Solid Rocket Booster(SRB) segítségével Floridából, a Cape Canaveral (KSC) Kennedy Űrközpontból, a LC39–A (LC–Launch Complex) jelű indítóállványról emelkedett a magasba. Az orbitális pályája 90,3 perces, 57 fokos hajlásszögű, elliptikus pálya perigeuma 282 kilométer, az apogeuma 294 kilométer volt. Felszálló tömeg indításkor 105 981 kilogramm, leszálló tömeg 93 009 kilogramm. Szállított hasznos teher 9947 kilogramm
Az eredetileg nyolc naposra tervezett utat egy nappal meghosszabbították a tudományos mérések folytatása érdekében.

## Hasznos teher
1. Atmospheric Laboratory for Applications and Science (Spacelab|ATLAS–1) – Alkalmazott tudomány céljára épített atmoszférakutató laboratórium. A műszerek elhelyezésére, optimális állapotba tartásuk, működtetésük érdekében kettő Spacelab mikrogravitációs laboratóriumot alakítottak ki. A vizsgálatok négy nagy területre: légköri tudományok, a Nap tudomány, a tér  plazma fizikája és a csillagászat korlátozódott. A kutatási sorozat 10 éven keresztül folytatódott. Az eszközpark 12 csillagászati mérőműszert tartalmazott, melyekkel a légkör kémia változásait, a naptevékenységet és hatásait, a mágneses mezőket és elektromos gáz jelenlétét, a világűr plazma fizikai jelenségeit valamint a csillagok (Tejút és más galaxisok) ultraibolya sugárzását tanulmányozták. A műszereket az USA, Franciaország, Németország, Belgium, Svájc, Hollandia és Japán tudósai készítették. A vizsgálatok eredményessége érdekében több mint 250 manővert hajtottak végre. A legénység két csapatra osztva 12 órás váltásokban végezte az előírt programokat.
2. Getaway Special (GAS) – a raktérben elhelyezett tartályokban különböző kísérleti anyagok, növények, biológiai anyagok voltak elhelyezve. A kutatás célja megállapítani, hogy a nyitott raktérben milyen változások következnek be a közvetlen sugárhatásokra.
3. Investigations into Polymer Membrane Processing (IPMP) – kereskedelmi megbízásra ötödik alkalommal végeztek kísérleteket polimerekkel a mikrogravitációs laboratóriumban.
4. Amateur Radio Experiment (SAREX) – amatőr rádiózási kísérlet amatőrökkel, iskolákkal.
5. Radiation Monitoring Equipment-III – sugárzásokat ellenőrző mérőegység (gamma, elektron, neutron és proton).
6. Visual Function Tester-II – különböző földi tárgyak, geológiai jelenségek (az alkalmazott eszköz segítségével) látás útján történő felismerése, értékelése.
7. CLOUDS-1A – a meteorológiai mérések (fényképek, film) pontosságát segítő kísérletsorozat (felhők kialakulása, hatástényezői).
8. Tissue Loss – élettudományi kísérletek (sejtnövekedés).

## Nyolcadik nap
1992. április 2-án a Kennedy Űrközpontban (KSC), kiinduló bázisára szállt le. Összesen 8 napot, 22 órát, 9 percet és 28 másodpercet töltött a világűrben. 5 211 340 kilométert (3 238 180 mérföldet) repült, 143 alkalommal kerülte meg a Földet.

## Személyzet
(zárójelben a repülések száma az STS–45 küldetéssel együtt)
- Charles Bolden (3), parancsnok
- Brian Duffy (1), pilóta
- Kathryn Sullivan (3), küldetésfelelős
- David Leestma (3), küldetésfelelős
- Michael Colin Foale (1), küldetésfelelős
- Byron Lichtenberg (2), rakományfelelős
- Dirk Frimout (1), rakományfelelős – (ESA, Belgium)

### Tartalék személyzet
- Michael Logan Lampton rakományfelelős
- Charles Richard Chappell rakományfelelős

### Visszatérő személyzet
- Charles Frank Bolden (3), parancsnok
- Brian Duffy (1), pilóta
- Kathryn Dwyer Sullivan (3), küldetésfelelős
- David Leestma (3), küldetésfelelős
- Michael Colin Foale (1), küldetésfelelős
- Byron Kurt Lichtenberg (2), rakományfelelős
- Dirk Frimout (1), rakományfelelős